# Mimatybe pauliani
Mimatybe pauliani là một loài bọ cánh cứng trong họ Cerambycidae.